# 3821 Sonet
3821 Sonet eller 1985 RC3 är en asteroid i huvudbältet som upptäcktes den 6 september 1985 av den belgiske astronomen Henri Debehogne vid La Silla-observatoriet. Den är uppkallad efter Jean Sonet.
Asteroiden har en diameter på ungefär 15 kilometer.